# Никола Миротић
Никола Миротић Стајовић (шп. Nikola Mirotić Stajović; Подгорица, 11. фебруар 1991) је црногорски кошаркаш српског порекла који представља Шпанију. Игра на позицији крилног центра, за КК Монако.

## Детињство и јуниорска каријера
Рођен је у Титограду 1991. године. Учио је у основној школи Радојица Перовић и током дјетињства играо је фудбал за Црвену стијену. Са 13 година је почео да тренира кошарку, по савету тренера Јадрана Беговића.

## Клупска каријера
Кошарком се почео бавити 2004. у КК Џокер из Подгорице. Био је на пробама у Партизану и Црвеној звезди, али због високог обештећења које је тражио његов матични клуб није потписао уговор.
Током 2006. године је прешао у млађе категорије Реал Мадрида. У почетку је наступао за Реалову Б екипу и за тим Паленсије, а у сениорском тиму је дебитовао у сезони 2010/11. У тој сезони освојио је награду за звезду у успону Евролиге. У априлу 2011. продужио је уговор са Реалом на још пет година.
На НБА драфту 2011. је одабран као 23. пик од стране Чикаго булса. Ипак није отишао у НБА већ је наставио да игра за Реал. У сезони 2011/12. поново је освојио награду за звезду у успону Евролиге, a са Реалом је освојио национални куп и суперкуп. У сезонама 2012/13. и 2013/14. уврштен је у најбољи други тим Евролиге.
У јулу 2014. је потписао трогодишњи уговор са Чикаго булсима.
Након пет година у НБА лиги, Миротић се у јулу 2019. вратио у Шпанију и потписао трогодишњи уговор са Барселоном.
У лето 2023. наговештавало се да ће прећи у КК Партизан, јер је и сам Миротић дао усмени договор с тадашњим тренером Партизана Жељком Обрадовићем. Због тога су Миротићу упућене претње јер је део јавности очекивао да ће прећи у КК Црвену звезду. Миротић је на крају одустао од прелска у Партизан због претњи по његову безбедност и увреда које је добија од дела јавности.

## Репрезентација
Иако рођен у Црној Гори, Миротић је још у млађим селекцијама одлучио да игра за репрезентацију Шпаније. Будући да није наступао за сениорску репрезентацију Шпаније све до 2015. године, у Црној Гори су се надали да би могао да заигра за репрезентацију Црне Горе. Пред Европско првенство 2015. године, Миротић је дефинитивно одлучио да наступа за репрезентацију Шпаније. Са Шпанијом је освојио златну медаљу на Европском првенству 2015. Наредне године је наступао и на Олимпијским играма у Рију где је са Шпанијом освојио бронзану медаљу.

## Успеси

### Клупски
- Реал Мадрид:
  - Првенство Шпаније (1): 2012/13.
  - Куп Шпаније (2): 2012, 2014.
  - Суперкуп Шпаније (2): 2012, 2013.
- Барселона:
  - Првенство Шпаније (2): 2020/21, 2022/23.
  - Куп Шпаније (2): 2021, 2022.
- Олимпија Милано:
  - Првенство Италије (1): 2023/24.

### Појединачни
- Најкориснији играч Евролиге (1): 2021/22.
- Звезда у успону Евролиге (2): 2010/11, 2011/12.
- Идеални тим Евролиге — прва постава (2): 2020/21, 2021/22.
- Идеални тим Евролиге — друга постава (3): 2012/13, 2013/14, 2022/23.
- Најкориснији играч Првенства Шпаније (1): 2012/13.
- Најкориснији играч Купа Шпаније (2): 2014, 2021.
- Најбоља петорка Првенства Шпаније (2): 2012/13, 2013/14.
- Најкориснији играч Европског првенства до 20 година (1): 2011.
- добитник је Ордена Светог Саве првог степена 2017. године.[18]

### Репрезентативни
- Европско првенство до 20 година:  2010.
- Европско првенство до 20 година:  2011.
- Европско првенство:  2015.
- Олимпијске игре:  2016.